# Vasco da Ponte
Vasco da Ponte, nascido em 1470 e falecido em 1535, foi um historiador e genealogista galego, autor de Relación dalgunhas casas e liñaxes do Reino de Galiza, obra que constitui uma das fontes historiográficas básicas para a história medieval da Península Ibérica.

## Biografia

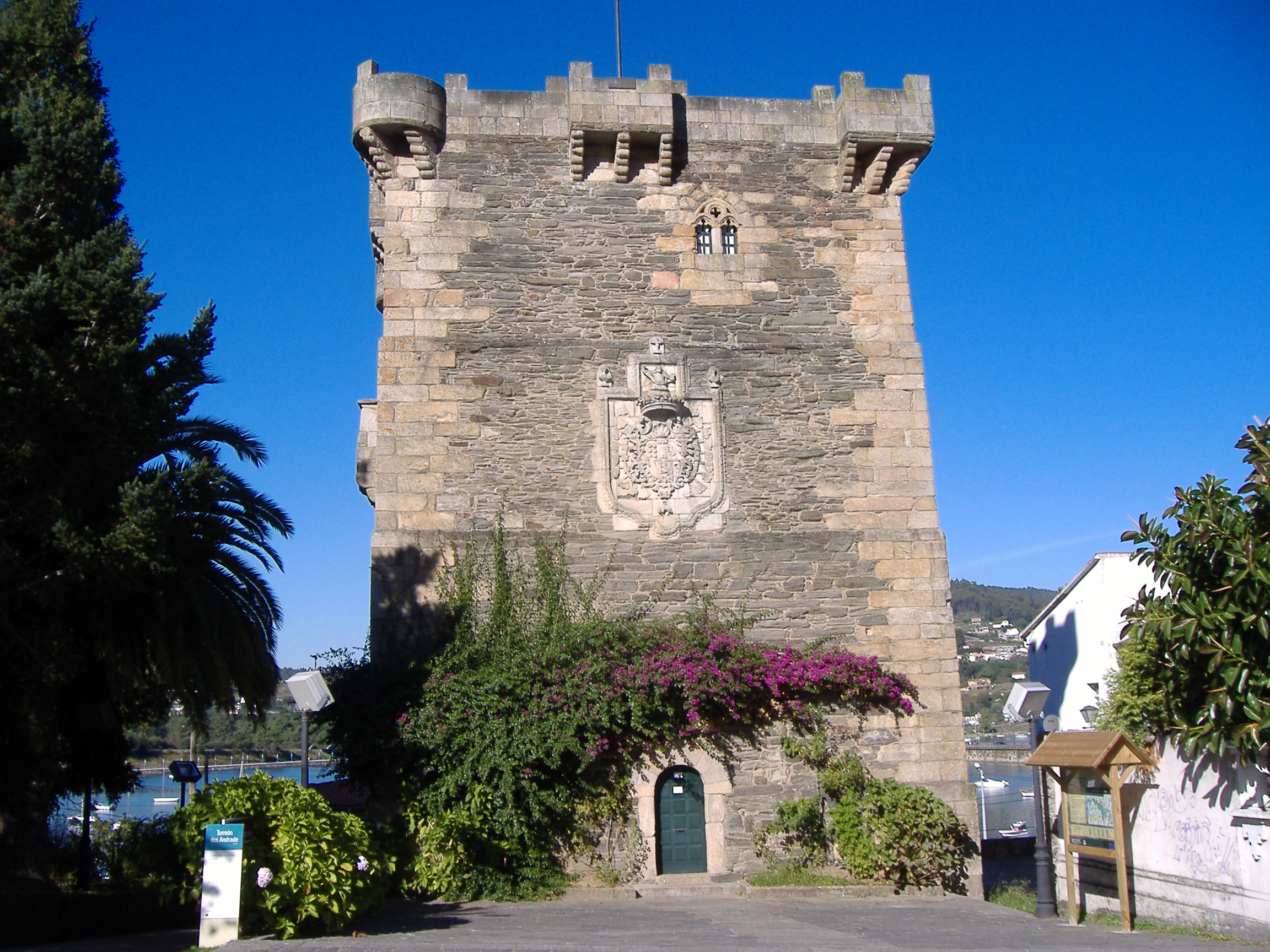
Torreão dos Andrade em Pontedeume, uma das linhagens mais importantes da Galiza na época do baixo-medievo, dos que eram vassalos de Vasco da Ponte.

Os dados biográficos existentes sobre o autor são escassos, sendo mesmo a grafia de seu nome objeto de controvérsia. A forma mais utilizada foi Vasco de Aponte, seguida por Vasco da Ponte e, numa só vez, aparece citado como Vascus Aegidius de Aponte pelo erudito do século XVIII, Nicolás Antonio.
Supõe-se que o autor era natural e residente da Corunha, pois lá se encontram documentos de personalidades que levavam por esta época o mesmo sobrenome, entre eles seus homônimos, pai e filho, dos que o primeiro era, a começos do século XVI, regedor da cidade herculana. Sabe-se com segurança que Vasco da Ponte estava à serviço de Fernando de Andrade, conde de Vilalba e de Andrade, da poderosa Casa de Andrade, já que ele mesmo o afirma: "don Fernando de Andrade, mi señor". Os dados permitem estabelecer que viveu entre 1470 e 1535, data que se deduz das escassas datações que o autor inclui no texto, das que se induz que arredor dessa época estava a redigir o livro. Contudo algum autor o dá como natural da vila de Pontedeume, ainda que não é evidente, por mais que o mesmo nome o vem ser da localidade ou pelo menos no que respeita às origens familiares.
Desde que Benito Vicetto resgatou a sua obra em 1872, acredita-se que o lugar de nascimento de Vasco da Ponte foi Pontedeume. Porém, o antropólogo e investigador Carlos Alberto Lareo defende que os Vasco da Ponte foram uma linhagem familiar rica procedente do lugar da Ponte, na paróquia de Oseiro (Arteixo). O documento que o demostra encontra-se no Arquivo de Simancas, e foi titulado como Heredades de Vasco da Ponte. Está datado de 28 de junho de 1483 em Santo Domingo de la Calzada e menciona claramente as possessões familiares ou "herdades" que este personagem baixo-medievo tinha nas paróquias de San Tirso de Oseiro e Santiago de Arteixo (ambas paróquias pertencentes ao concelho de Arteixo). Em concreto, o documento encontrado fala de uma herdade que está no lugar de Ponte (pertencente á paróquia de Oseiro), sendo este nome que lhe dará o apelido distintivo ao autor. Diz assim o documento:

## ARelação

### Manuscritos e edições
A obra de Vasco da Ponte conservou-se em diversos manuscritos, custodiados na atualidade em arquivos diferentes: Biblioteca de Ajuda de Lisboa, Biblioteca Nacional de Madrid, Fundación Barrié de la Maza, Arquivo Histórico Municipal da Coruña, Archivo Histórico Nacional em Simancas e Madrid etc. A primeira edição moderna foi realizada por Benito Vicetto na sua obra Historia de Galicia em 1872. Em 1986 fizeram uma edição crítica, que confrontava as diversas variantes manuscritas e edições impressas. Em 2008, Clodio González fez uma nova edição em galego.

### Idioma
Da Ponte escreveu sua obra em castelhano, bem, isso misturado com inúmeros galeguismos, que pode qualificar-se de interferências linguísticas, porque ela não cabe dúvida de que a sua língua materna era o galego. Não há, no entanto, provas documentais de que houve uma primitiva escrita em língua galega, que foram, então, transferidos para o espanhol, como às vezes se é suspeita. Alguns autores, tais como Lareo, suspeitam que ele foi escrito em galego, sendo esse o real motivo do desaparecimento do manuscrito de que somente se mantem as cópias citadas que foram traduzidos ao copiar-los.

### Título
Os títulos dos manuscritos são diferentes, sendo os mais utilizados Relación de las casas antiguas de Galicia e o Recuento de las casas antiguas de Galicia, mas nas edições impressas dominam esmagadoramente o primeiro. Porém em algum caso utilizaram-se outros, tal Linajes de Galicia, como no manuscrito custodiado na biblioteca da Real Academia de la Historia, em Madrid.

### A obra
A análise da obra Relación mostra que Vasco da Ponte tentou estabelecer uma história genealógica das diversas casas nobres da Galiza, porém é uma obra inacabada e na que se presta uma maior atenção a certas linhagens, das que talvez tinha notícias mais completas. Faltando-lhe noticias das linhagens das províncias de Lugo e Ourense. Pois as datações são muito escassas, o que dificulta, em ocasiões, a compreensão correta dos acontecimentos.
Estruturou a sua obra por linhagens, e para cada uma delas expõe um esquema semelhante, que atende à ascendência e possessões da família, façanhas dos seus membros mais notórios e avaliação deles.
Metodologicamente, Vasco da Ponte utilizou quase que exclusivamente a fonte oral, e só em poucas ocasiões, parece que assina algum documento de apoio das suas afirmações, mais sempre de um modo genérico e carente de precisões maiores, fenômeno que, por outro lado, era corrente entre outros genealogistas e cronistas da época.
Ainda que o autor participa da mentalidade medieval no relato dos eventos históricos, que responderiam a um designo divino, preludia o passo à mentalidade humanista que se está a difundir pela Europa da época, ao introduzir o indivíduo, o ser humano, como dono dos seus atos e motor da história que ele constrói.

## Obra
É citado só as edições mais importantes de Relación:
- Vasco de Aponte, Relación de algunas casas y linajes del Reino de Galicia. Ferrol, s.n., 1872, corresponde ao tomo VI da Historia de Galicia de Benito Vicetto, que leva por título "Apéndice General de la Historia de Galicia", e ocupa as páginas. 404-455. Esta obra foi reimpressa em 1979, e a partir dela efetuaram-se outras edições nos séculos XIX e XX, apesar de que continha erros.
- Vasco de Aponte, Recuento de las Casas Antiguas del Reino de Galicia. Santiago de Compostela. Junta da Galiza, Consellería de Presidencia. 1986. É uma edição crítica seguindo os parâmetros científicos, com introdução, notas e variantes, a cargo de Díaz y Díaz, Manuel; García Oro, José; Vilariño Pintos, Daría; Pardo Gómez, Mª Virtudes; García Piñeiro, Araceli e Oro Trigo, Mª Pilar - ISBN 84-505-3389-9
- Vasco da Ponte, Relación dalgunhas casas e liñaxes do Reino de Galiza. Noia. Editorial Toxosoutos. 2008. Edição de Clodio González Pérez. ISBN 978-84-96673-03-8